# Jocivalter
Jocivalter Liberato, meglio noto come Jocivalter (Foz do Iguaçu, 5 giugno 1979), è un ex calciatore brasiliano, di ruolo centrocampista.

## Carriera

### Club
Ha giocato nella massima serie portoghese e in quella cipriota.

### Nazionale
Con l'Under-20 ha preso parte al Campionato sudamericano di categoria nel 1999.

## Statistiche

### Presenze e reti nei club
| Stagione        | Squadra              | Campionato      | Campionato | Campionato | Coppe nazionali | Coppe nazionali | Coppe nazionali | Coppe continentali | Coppe continentali | Coppe continentali | Altre coppe | Altre coppe | Altre coppe | Totale | Totale |
| Stagione        | Squadra              | Comp            | Pres       | Reti       | Comp            | Pres            | Reti            | Comp               | Pres               | Reti               | Comp        | Pres        | Reti        | Pres   | Reti   |
| --------------- | -------------------- | --------------- | ---------- | ---------- | --------------- | --------------- | --------------- | ------------------ | ------------------ | ------------------ | ----------- | ----------- | ----------- | ------ | ------ |
| 1998            | Guarani              | A               | ?          | ?          |                 | -               | -               |                    | -                  | -                  |             | -           | -           | ?      | ?      |
| 1999            | Guarani              | A               | ?          | ?          |                 | -               | -               |                    | -                  | -                  |             | -           | -           | ?      | ?      |
| 2000            | Guarani              | CJH             | ?          | ?          |                 | -               | -               |                    | -                  | -                  |             | -           | -           | ?      | ?      |
| Totale Guarani  | Totale Guarani       | Totale Guarani  | ?          | ?          |                 | -               | -               |                    | -                  | -                  |             | -           | -           | ?      | ?      |
| 2001-2002       | Desp. Aves           | SL              | 28         | 8          |                 | -               | -               |                    | -                  | -                  |             | -           | -           | 28     | 8      |
| 2002-2003       | Boavista             | PL              | 17         | 1          |                 | -               | -               | UCL+CU             | 2+6                | 1+2                |             | -           | -           | 25     | 4      |
| 2003-2004       | Boavista             | PL              | 5          | 0          | CP              | 1               | 0               |                    | -                  | -                  |             | -           | -           | 6      | 0      |
| Totale Boavista | Totale Boavista      | Totale Boavista | 22         | 1          |                 | 1               | 0               |                    | 8                  | 3                  |             | -           | -           | 31     | 4      |
| 2004-2005       | Varzim               | SL              | 11         | 1          |                 | -               | -               |                    | -                  | -                  |             | -           | -           | 11     | 1      |
| 2006            | Portuguesa           | B               | ?          | ?          |                 | -               | -               |                    | -                  | -                  |             | -           | -           | ?      | ?      |
| 2006-2007       | Desp. Aves           | PL              | 16         | 0          |                 | -               | -               |                    | -                  | -                  |             | -           | -           | 16     | 0      |
| 2007-2008       | Alkī Larnaca         | A               | 13         | 1          |                 | -               | -               |                    | -                  | -                  |             | -           | -           | 13     | 1      |
| 2008-2009       | Atromītos Geroskīpou | A               | 11         | 2          |                 | -               | -               |                    | -                  | -                  |             | -           | -           | 11     | 2      |
| 2009-2010       | Moreirense           | SD              | 12         | 0          |                 | -               | -               |                    | -                  | -                  |             | -           | -           | 12     | 0      |
| 2011            | Arapongas            | A1/PR           | 14         | 1          |                 | -               | -               |                    | -                  | -                  |             | -           | -           | 14     | 1      |
| Totale carriera | Totale carriera      | Totale carriera | 127        | 14         |                 | 1               | 0               |                    | 8                  | 3                  |             | -           | -           | 136    | 17     |